# Первое правительство Раффарена
Первое правительство Раффаррена — кабинет министров, правивший Францией 42 дня с 6 мая по 17 июня 2002 года, в период Пятой французской республики, в следующем составе:
- Жан-Пьер Раффаррен — премьер-министр;
- Доминик де Вильпен — министр иностранных дел, коопераций и франкофонии;
- Рено Доннедье де Вабр — министр-делегат европейских дел;
- Мишель Аллио-Мари — министр обороны и по делам ветеранов;
- Николя Саркози — министр внутренних дел, внутренней безопасности и местных привилегий;
- Франсис Мер — министр экономики, финансов и промышленности;
- Франсуа Фийон — министр труда, социальных дел и солидарности;
- Доминик Пербен — министр юстиции;
- Люк Ферри — министр национального образования, по делам молодежи, высшего образования и исследований;
- Жан-Жак Айагон — министр культуры и связи;
- Эрве Геймар — министр сельского хозяйства, продовольствия и сельских дел;
- Розлин Башло — министр экологии и жизнеспособного развития;
- Токья Сайфи — министр-делегат жизнеспособного развития;
- Жан-Франсуа Ламур — министр по делам спорта;
- Брижитт Жирарден — министр заморских территорий;
- Жиль де Робьен — министр транспорта, жилищного строительства, туризма, моря и снаряжения;
- Жан-Франсуа Маттей — министр здравоохранения, по делам семьи и инвалидов;
- Жан-Поль Дельвуа — министр государственной службы, государственных реформ и регионального планирования.